# Giải Bông Sen cho phim tài liệu và phim khoa học
Giải Bông Sen cho phim tài liệu xuất sắc và Giải Bông Sen cho phim khoa học xuất sắc là hai hạng mục trao giải cho tác phẩm của Liên hoan phim Việt Nam. Trong một số kỳ Liên hoan phim, hai hạng mục này được gộp thành một hạng mục chính với các hạng mục phụ khác nhau như: Phim tài liệu nhựa - Phim tài liệu video, Phim khoa học...

## Thập niên 1970

### Liên hoan phim Việt Nam lần thứ nhất(1970)
| Giải thưởng   | Phim                                                                      | Đạo diễn                              | Biên kịch                       | Chú thích |
| ------------- | ------------------------------------------------------------------------- | ------------------------------------- | ------------------------------- | --------- |
| Bông sen vàng | Anh Nguyễn Văn Trỗi sống mãi                                              | Bùi Đình Hạc                          | Bành Châu                       | [ 1 ]     |
| Bông sen vàng | Thời sự quân đội - Bắn rơi chiếc máy bay thứ 2500                         |                                       |                                 | [ 2 ]     |
| Bông sen vàng | Chiến đấu giữ đảo quê hương                                               | Nguyễn Kha                            | Hoàng Văn Bổn                   | [ 3 ]     |
| Bông sen vàng | Chiến thắng Khâm Đức                                                      | Nguyễn Hữu                            |                                 | [ 2 ]     |
| Bông sen vàng | Chiến thắng Tây Ninh                                                      | Hồng Sến                              | Kim Thanh                       | [ 2 ]     |
| Bông sen vàng | Dòng thác Bạc                                                             | Nguyễn Gia Định, Trần Nhật Hiến       | Nguyễn Gia Định, Trần Nhật Hiến | [ 2 ]     |
| Bông sen vàng | Du kích Củ Chi                                                            | Trần Nhu                              | Lý Minh Văn                     | [ 4 ]     |
| Bông sen vàng | Đại hội thành lập chính phủ Cách mạng lâm thời Cộng hòa miền Nam Việt Nam | Vũ Sơn                                |                                 | [ 5 ]     |
| Bông sen vàng | Đầu sóng ngọn gió                                                         | Ngọc Quỳnh                            | Bành Châu                       | [ 6 ]     |
| Bông sen vàng | Đội nữ pháo binh Long An                                                  | Trần Nhu                              | Trần Hữu Hạnh                   | [ 7 ]     |
| Bông sen vàng | Đường ra phía trước                                                       | Hồng Sến                              |                                 | [ 8 ]     |
| Bông sen vàng | Đường qua Hà Tĩnh                                                         | Thái Dũng, Phan Hà Thành              | Thái Dũng, Nguyễn Xã Hội        | [ 9 ]     |
| Bông sen vàng | Hà Nội lập công mừng thọ Bác Hồ                                           |                                       |                                 | [ 11 ]    |
| Bông sen vàng | Một ngày trực chiến                                                       | Nhất Hiên, Phan Trọng Quỳ             | Bành Châu                       | [ 12 ]    |
| Bông sen vàng | Một ngày Hà Nội                                                           | Ngô Đặng Tuất                         | Nguyễn Chí Phúc                 | [ 8 ]     |
| Bông sen vàng | Mỹ không chừa, Mỹ còn chết                                                |                                       |                                 |           |
| Bông sen vàng | Nghệ thuật (của) tuổi thơ                                                 | Hồng Sến                              |                                 |           |
| Bông sen vàng | Người Hàm Rồng                                                            | Lê Đình Lâm                           | Hoàng Văn Bổn                   | [ 3 ]     |
| Bông sen vàng | Những người mở đường                                                      | Kiều Thẩm                             |                                 | [ 14 ]    |
| Bông sen vàng | Quanh địa ngục Cồn Tiên                                                   | Lê Đình Lâm, Lê Mậu Bân (Mạnh Quang)  |                                 | [ 16 ]    |
| Bông sen vàng | Quyết tâm đánh thắng giặc Mỹ xâm lược                                     | Dương Minh Đẩu                        | Dương Minh Đẩu                  | [ 16 ]    |
| Bông sen vàng | Vài hình ảnh chiến thắng Khe Sanh                                         | Hoàng Tiến Xuân                       |                                 | [ 17 ]    |
| Bông sen vàng | Vùng giải phóng miền Trung                                                |                                       |                                 | [ 18 ]    |
| Bông sen bạc  | An Quảng Hữu giải phóng                                                   | Đoàn Quốc                             |                                 | [ 4 ]     |
| Bông sen bạc  | Bác chúc Tết không quân                                                   |                                       |                                 | [ 18 ]    |
| Bông sen bạc  | Bác thăm trận địa phòng không                                             |                                       |                                 | [ 18 ]    |
| Bông sen bạc  | Bên bờ Bến Hải                                                            | Phạm Hạnh                             |                                 | [ 18 ]    |
| Bông sen bạc  | Cồn Cỏ anh hùng                                                           | Lê Đình Lâm                           | Lê Đình Lâm                     | [ 18 ]    |
| Bông sen bạc  | Cô giáo Thảo                                                              | Thái Dũng                             | Nhất Hiên                       | [ 18 ]    |
| Bông sen bạc  | Chiến thắng Dương Liễu - Đèo Nhông                                        | Trần Anh Trà                          |                                 | [ 18 ]    |
| Bông sen bạc  | Đại hội những người chiến thắng                                           |                                       |                                 | [ 18 ]    |
| Bông sen bạc  | Đánh giáp lá cà (Đâm lê)                                                  |                                       |                                 | [ 18 ]    |
| Bông sen bạc  | Hà Tĩnh chống hạn đánh Mỹ                                                 | Thái Dũng, Phan Hà Thành, Đào Lê Bình | Thái Dũng                       | [ 18 ]    |
| Bông sen bạc  | Hòa Lan cất cánh                                                          |                                       |                                 | [ 18 ]    |
| Bông sen bạc  | Hạt lúa vành đai                                                          | Trần Nhu                              |                                 | [ 18 ]    |
| Bông sen bạc  | Hãy chặn tay bọn giết người                                               |                                       |                                 | [ 18 ]    |
| Bông sen bạc  | Hợp tác xã Hồng Thái làm thủy lợi                                         |                                       |                                 | [ 21 ]    |
| Bông sen bạc  | Lúa trên đất lửa                                                          | Phan Trọng Quỳ                        | Hữu Thọ                         | [ 22 ]    |
| Bông sen bạc  | Ngọn đèn cửa biển                                                         | Thanh An, Phạm Thành Liêu             | Thanh An                        | [ 22 ]    |
| Bông sen bạc  | Những chiến sỹ hậu cần giỏi                                               |                                       |                                 | [ 23 ]    |
| Bông sen bạc  | Những người bảo vệ cầu Hàm Rồng                                           |                                       |                                 | [ 23 ]    |
| Bông sen bạc  | Phiên họp Hội đồng Chính phủ cuối năm                                     | Ma Cường                              |                                 | [ 23 ]    |
| Bông sen bạc  | Quân y viện trong dãy Trường Sơn                                          | Nguyễn Gia Định                       | Nguyễn Gia Định                 | [ 23 ]    |
| Bông sen bạc  | Sống với những chiến sỹ Đắc Tô                                            | Nguyễn Gia Định                       | Nguyễn Gia Định                 | [ 23 ]    |
| Bông sen bạc  | Tập ảnh Thừa Thiên                                                        | Trần Việt                             |                                 | [ 23 ]    |
| Bông sen bạc  | Thả tù binh Mỹ đầu tiên ở Việt Nam                                        | Hà Hữu Nghiêm                         | Hà Hữu Nghiêm                   | [ 23 ]    |
| Bông sen bạc  | Thời sự Tây Nguyên                                                        |                                       |                                 | [ 23 ]    |
| Bông sen bạc  | Trận địa trên sông Cấm                                                    | Trần Anh Trà                          | Hoàng Văn Bổn                   | [ 23 ]    |
| Bông sen bạc  | Trên những chặng đường                                                    | Hoàng Thanh                           |                                 | [ 23 ]    |
| Bông sen bạc  | Trường quân chính Nguyễn Thị Minh Khai                                    | Lê Văn Duy                            | Lê Văn Duy                      | [ 24 ]    |
| Bông sen bạc  | Vì tương lai con em chúng ta                                              | Ba Kỳ                                 | Phạm Năng Cường                 | [ 25 ]    |
| Bông sen bạc  | Sống với những chiến sĩ Đắc Tô                                            | Nguyễn Gia Định (Hoàng Yến)           |                                 | [ 24 ]    |
| Bông sen bạc  | Phóng thích ba tù binh Mỹ                                                 |                                       |                                 | [ 24 ]    |
| Bông sen bạc  | Xiết chặt vòng vây diệt địch                                              | Thế Hùng; Lê Châu; Đoàn Quốc          |                                 | [ 24 ]    |
| Bằng khen     | Đòn trừng phạt đích đáng (Đồng Xoài rực lửa)                              | An Như Sơn                            |                                 | [ 25 ]    |

| Giải thưởng   | Phim                 | Đạo diễn            | Biên kịch        | Chú thích     |
| ------------- | -------------------- | ------------------- | ---------------- | ------------- |
| Bông sen vàng | Cá mè đẻ nhân tạo    | Lương Đức           |                  | [ 26 ]        |
| Bông sen vàng | Đánh tay không       | Phùng Đệ, Phạm Hanh | Cục Quân huấn    | [ 27 ]        |
| Bông sen bạc  | Hóc đường thở        | Lương Đức           | Đinh Phương Nghi | [ 18 ]        |
| Bông sen bạc  | Quy hoạch đồng ruộng | Trần Tình           | Kim Dao          | [ 27 ]        |
| Bông sen bạc  | Lên đường hành quân  | Trần Nhật Hiền      |                  | [ 27 ] [ 28 ] |

### Liên hoan phim Việt Nam lần thứ 2(1973)
| Giải thưởng   | Phim                                                                       | Đạo diễn                      | Biên kịch                     | Chú thích     |
| ------------- | -------------------------------------------------------------------------- | ----------------------------- | ----------------------------- | ------------- |
| Bông sen vàng | Chiến thắng Điện Biên Phủ                                                  | Nguyễn Tiến Lợi               |                               | [ 29 ] [ 30 ] |
| Bông sen vàng | Dưới cờ quyết thắng                                                        | Hoàng Thái                    |                               | [ 31 ] [ 32 ] |
| Bông sen vàng | Trên hải phận Tổ quốc                                                      | Khánh Dư                      |                               | [ 33 ] [ 34 ] |
| Bông sen vàng | Trung đoàn bộ binh tăng cường tấn công quân địch phòng ngự có chuẩn bị sẵn |                               |                               | [ 34 ]        |
| Bông sen vàng | Chiến thắng Tây Bắc                                                        | Mai Lộc                       |                               | [ 36 ] [ 37 ] |
| Bông sen vàng | Chống hạn                                                                  | Nguyễn Đắc                    | Vũ Phạm Từ                    | [ 38 ] [ 39 ] |
| Bông sen vàng | Giữ làng giữ nước                                                          | Mai Lộc                       | Vũ Phạm Từ                    | [ 40 ] [ 41 ] |
| Bông sen vàng | Nước về Bắc Hưng Hải                                                       | Bùi Đình Hạc                  | Bùi Đình Hạc                  | [ 42 ] [ 43 ] |
| Bông sen vàng | Vài hình ảnh về đời hoạt động của Hồ Chủ tịch                              | Nguyễn Hồng Nghi, Phạm Kỳ Nam | Nguyễn Hồng Nghi, Phạm Kỳ Nam | [ 43 ] [ 44 ] |
| Bông sen vàng | Như đón cả miền Nam anh hùng                                               | Tô Cương, Phan Trọng Quỳ      | Lương Sĩ Cầm                  | [ 45 ] [ 46 ] |
| Bông sen bạc  | Bèo hoa dâu                                                                | Trần Quốc Ân                  | Lê Quang Liêm                 | [ 47 ]        |
| Bông sen bạc  | Chiến dịch Cầu Kè                                                          |                               |                               |               |
| Bông sen bạc  | Chiến dịch Cao–Lạng                                                        |                               |                               |               |
| Bông sen bạc  | Diệt dốt                                                                   | Nguyễn Thụ                    | Nguyễn Thụ                    | [ 48 ] [ 39 ] |
| Bông sen bạc  | Dưới mái trường mới                                                        | Ba Kỳ                         | Nguyễn Quang Vinh             | [ 49 ] [ 50 ] |
| Bông sen bạc  | Đại hội chiến sĩ thi đua lần thứ nhất                                      |                               |                               |               |
| Bông sen bạc  | Đất và nước                                                                | Ngọc Quỳnh                    | Đặng Đình Liệu                | [ 51 ] [ 47 ] |
| Bông sen bạc  | Gang thép rực lửa                                                          | Ngọc Quỳnh                    | Ngọc Quỳnh                    | [ 52 ] [ 53 ] |
| Bông sen bạc  | Hưng Yên nước bạc cơm vàng                                                 |                               |                               |               |
| Bông sen bạc  | Lửa căm thù                                                                |                               |                               |               |
| Bông sen bạc  | Mười năm thắng lợi                                                         |                               |                               |               |
| Bông sen bạc  | Nam Bắc một lòng                                                           |                               |                               |               |
| Bông sen bạc  | Ngọn lửa Nghệ Tĩnh                                                         | Nguyễn Văn Thông              | Nguyễn Văn Thông              | [ 54 ] [ 55 ] |
| Bông sen bạc  | Tiếng hát trên đỉnh núi                                                    |                               |                               |               |
| Bông sen bạc  | Trai thôn Thượng, gái thôn Bạt                                             | Trịnh Văn Thanh               | Lê Nguyên                     | [ 52 ]        |
| Bông sen bạc  | Trận La Bang                                                               |                               |                               |               |
| Bông sen bạc  | Trên thao trường                                                           |                               |                               |               |
| Bông sen bạc  | Trên tuyến đầu miền Tây Tổ quốc                                            | Trần Quý Lục                  |                               | [ 56 ] [ 57 ] |

| Giải thưởng   | Phim                                                       | Đạo diễn                    | Biên kịch                | Chú thích     |
| ------------- | ---------------------------------------------------------- | --------------------------- | ------------------------ | ------------- |
| Bông sen vàng | Chiến thắng đường 9 – Nam Lào                              | Nguyễn Văn Thông, Phạm Lệnh | Nguyễn Văn Thông         | [ 58 ]        |
| Bông sen vàng | Chúng con nhớ Bác                                          | Nguyễn Văn Thông            | Nguyễn Văn Thông         | [ 59 ] [ 60 ] |
| Bông sen vàng | Hình ảnh quân đội số 8 – 1971                              |                             |                          | [ 25 ]        |
| Bông sen vàng | Mừng chiến công vĩ đại                                     |                             |                          |               |
| Bông sen vàng | Trận địa mặt đường                                         | Nguyễn Kha                  | Quốc Chung               | [ 62 ]        |
| Bông sen vàng | Ghi chép trên đồng bằng Quảng Ngãi                         | Nguyễn Gia Định             | Nguyễn Gia Định          | [ 63 ]        |
| Bông sen vàng | Những cô gái C3 quân giải phóng                            | Phùng Đệ                    | Hoàng Văn Bổn            | [ 64 ]        |
| Bông sen vàng | Vài hình ảnh chiến đấu đầu xuân 1968                       | Dương Minh Đẩu              | Dương Minh Đẩu           | [ 65 ]        |
| Bông sen vàng | Kỹ thuật Mỹ và tội ác diệt chủng                           | Hồ Quốc Vĩ                  | Hồ Quốc Vĩ               | [ 66 ]        |
| Bông sen vàng | Lũy thép Vĩnh Linh                                         | Ngọc Quỳnh                  | Bành Châu                | [ 67 ]        |
| Bông sen vàng | Những cô gái Ngư Thủy                                      | Lò Minh                     | Phạm Thành Liêu          | [ 68 ] [ 69 ] |
| Bông sen vàng | Làng nhỏ bên sông Trà                                      | Nghiêm Phú Mỹ               | Trần Đống, Nghiêm Phú Mỹ | [ 70 ]        |
| Bông sen vàng | Những người săn thú trên núi Đắksao                        | Trần Thế Dân                |                          | [ 70 ]        |
| Bông sen vàng | Hồ chứa nước Mẫu Sơn                                       |                             |                          | [ 71 ]        |
| Bông sen vàng | Chú ý! Thuốc trừ sâu                                       | Lương Đức                   | Lương Đức                | [ 72 ] [ 73 ] |
| Bông sen bạc  | Bác Hồ của chúng em                                        | Ma Cường                    |                          | [ 74 ] [ 75 ] |
| Bông sen bạc  | Chặng đường phía Nam                                       |                             |                          |               |
| Bông sen bạc  | Chế biến sắn                                               | Phạm Tiến Đại               | Nguyễn Bội               | [ 76 ]        |
| Bông sen bạc  | Đường chúng tôi đi                                         |                             |                          |               |
| Bông sen bạc  | Kôkava                                                     | Phạm Tiến Đại               |                          | [ 77 ]        |
| Bông sen bạc  | Kỷ niệm 100 năm ngày sinh Lê-nin                           | Ma Cường                    |                          | [ 78 ]        |
| Bông sen bạc  | Lên thăm Mù Cang Chải                                      | Ma Cường                    |                          | [ 46 ]        |
| Bông sen bạc  | Người thấy giáo thương binh                                | Nhất Hiên                   | Lê Quốc                  | [ 79 ]        |
| Bông sen bạc  | Người Pakô                                                 | Vi Ngọc Huy, Nguyễn Văn Tảo | Vi Ngọc Huy              | [ 80 ]        |
| Bông sen bạc  | Nhà máy thông tin quân đội tiến công vào khoa học kỹ thuật |                             |                          |               |
| Bông sen bạc  | Những cô gái trạm thông tin K6                             |                             |                          |               |
| Bông sen bạc  | Những người dân quê tôi                                    | Trần Thủy                   | Trần Thủy, Triều Phương  | [ 81 ]        |
| Bông sen bạc  | Quảng Trị ngày đầu giải phóng                              |                             |                          | [ 24 ]        |
| Bông sen bạc  | Quân dân Trị–Thiên tấn công và nổi dậy                     |                             |                          | [ 82 ]        |
| Bông sen bạc  | San bằng cao điểm 935                                      |                             |                          | [ 82 ]        |
| Bông sen bạc  | Thành phố những ngày đầu giải phóng                        |                             |                          |               |
| Bông sen bạc  | Theo chân người chiến sỹ an ninh giải phóng                |                             |                          |               |
| Bông sen bạc  | Trở về buôn rẫy                                            | Trần Thế Dân                | Trần Thế Dân             | [ 83 ]        |
| Bông sen bạc  | Từ trận đầu đánh thắng                                     |                             |                          |               |
| Bông sen bạc  | Xin chớ coi thường                                         |                             |                          |               |

### Liên hoan phim Việt Nam lần thứ 3(1975)
| Hạng mục      | Giải thưởng   | Phim                                    | Đạo diễn        | Biên kịch       | Chú thích     |
| ------------- | ------------- | --------------------------------------- | --------------- | --------------- | ------------- |
| Phim tài liệu | Bông Sen vàng | Hà Nội – Bản hùng ca                    | Phan Quang Định | Phan Quang Định | [ 84 ]        |
| Phim tài liệu | Bông Sen vàng | Như đón cả miền Nam anh hùng            |                 |                 | [ 85 ]        |
| Phim tài liệu | Bông sen bạc  | Hà Nội 5 ngày đọ sức                    |                 |                 | [ 84 ]        |
| Phim tài liệu | Bông sen bạc  | Tội ác tột cùng, trừng trị đích đáng    | Phan Trọng Quỳ  | Ma Văn Cường    | [ 84 ] [ 86 ] |
| Phim tài liệu | Bông sen bạc  | Mở đường Trường Sơn                     | Tô Cương        | Trang Phong     | [ 84 ] [ 86 ] |
| Phim khoa học | Bông sen bạc  | Bắn máy bay lên thẳng bằng súng bộ binh |                 |                 | [ 84 ] [ 86 ] |

### Liên hoan phim Việt Nam lần thứ 4(1977)
| Hạng mục | Giải thưởng   | Phim                          | Đạo diễn         | Biên kịch        | Chú thích     |
| --- | ------------- | ----------------------------- | ---------------- | ---------------- | ------------- |
| Phóng sự - tài liệu | Bông sen Vàng | Chiến thắng lịch sử xuân 1975 | Trần Việt        |                  | [ 85 ]        |
| Phóng sự - tài liệu | Bông sen Vàng | Thành phố lúc rạng đông       | Hải Ninh         | Hoàng Tích Chỉ   | [ 85 ]        |
| Theo tổng hợp từ Tạp chí Thế giới Điện ảnh Online một bộ phim khoa học tên "Bệnh dịch hạch" đạt Bông sen vàng trong kỳ LHP này, nhưng có thể là nhầm lẫn với LHP lần thứ 8 (xem bên dưới). |               |                               |                  |                  |               |
| Thời sự | Bông sen Bạc  | Hình ảnh quân đội số 14-1976  |                  |                  | [ 88 ]        |
| Thời sự | Bông sen Bạc  | Sáng kiến khắp nơi            |                  |                  | [ 88 ]        |
| Phóng sự - tài liệu | Bông sen Bạc  | Hòn đảo ngọc                  | Phạm Khắc        |                  | [ 88 ]        |
| Phóng sự - tài liệu | Bông sen Bạc  | Miền Nam trong trái tim tôi   | Phạm Kỳ Nam      |                  | [ 88 ]        |
| Phóng sự - tài liệu | Bông sen Bạc  | Tháng 5 - những gương mặt     | Đặng Nhật Minh   |                  | [ 88 ]        |
| Phóng sự - tài liệu | Bông sen Bạc  | Tiếng nổ sau chiến tranh      | Ngọc Quỳnh       |                  | [ 88 ]        |
| Phóng sự - tài liệu | Bông sen Bạc  | Tiền tuyến lao động           | Nguyễn Ngọc Hiến |                  | [ 88 ]        |
| Phim khoa học | Bông sen Bạc  | Chớ coi thường                | Lương Đức        | Nguyễn Khắc Viện | [ 90 ] [ 91 ] |
| Phim khoa học | Bông sen Bạc  | Vì âm thanh cuộc sông         | Lương Đức        |                  | [ 88 ]        |

## Thập niên 1980

### Liên hoan phim Việt Nam lần thứ 5(1980)
| Hạng mục      | Giải thưởng   | Phim                                  | Đạo diễn        | Biên kịch                         | Chú thích      |
| ------------- | ------------- | ------------------------------------- | --------------- | --------------------------------- | -------------- |
| Phim tài liệu | Bông sen vàng | Đường về tổ quốc                      | Bùi Đình Hạc    | Hồng Hà                           | [ 85 ] [ 92 ]  |
| Phim tài liệu | Bông sen vàng | Nguyễn Ái Quốc đến với Lenin          | Bùi Đình Hạc    | Hồng Hà                           | [ 85 ] [ 92 ]  |
| Phim tài liệu | Bông sen vàng | Phản bội                              | Trần Văn Thủy   | Trần Văn Thủy                     | [ 85 ] [ 92 ]  |
| Phim tài liệu | Bông sen bạc  | Chặng đường tới Điện Biên             | Lê Đình Lâm     | Lê Đình Lâm                       | [ 93 ]         |
| Phim tài liệu | Bông sen bạc  | Hình ảnh Quân đội số 5 - 1979         |                 |                                   | [ 94 ] [ 95 ]  |
| Phim tài liệu | Bông sen bạc  | Qua cơn vật vã                        | Thanh Huyền     | Ngọc Hiến                         | [ 92 ]         |
| Phim tài liệu | Bông sen bạc  | Những hội viên chữ thập đỏ Việt Nam   |                 |                                   | [ 96 ]         |
| Phim tài liệu | Bông sen bạc  | Thời sự số 6 - 1979                   |                 |                                   | [ 94 ]         |
| Phim tài liệu | Bằng khen     | Cuộc chiến đấu trên cửa Nam Triệu     | Nguyễn Gia Định | Nguyễn Gia Định                   | [ 97 ]         |
| Phim tài liệu | Bằng khen     | Chuyện kể từ đất Angkor               | Trần Thanh Hùng |                                   | [ 98 ]         |
| Phim tài liệu | Bằng khen     | Chuyện mới ở Thủ Đức                  | Nguyễn Quế      |                                   | [ 99 ] [ 100 ] |
| Phim tài liệu | Bằng khen     | Nhìn lại Côn Đảo                      | Lê Trác         | Hoàng Phủ Ngọc Phan               | [ 101 ]        |
| Phim khoa học | Bông sen bạc  | Kỹ thuật cơ bản luồn sâu của đặc công | Phạm Tiến Đại   |                                   | [ 92 ]         |
| Phim khoa học | Bông sen bạc  | Học văn, Học vần                      | Lương Đức       | Nguyễn Khắc Viện, Nguyễn Thị Nhất | [ 90 ] [ 91 ]  |
| Phim khoa học | Bông sen bạc  | Ong mắt đỏ                            | Nguyễn Như Ái   | Nguyễn Như Ái                     | [ 102 ] [ 94 ] |
| Phim khoa học | Bông sen bạc  | Hóc Môn, 18 thôn vườn trầu            | Lương Xuân Tâm  | Phạm Phò                          | [ 103 ]        |

### Liên hoan phim Việt Nam lần thứ 6(1983)
| Giải thưởng   | Phim                                | Đạo diễn                      | Biên kịch        | Chú thích      |
| ------------- | ----------------------------------- | ----------------------------- | ---------------- | -------------- |
| Bông sen vàng | Cuộc đụng đầu lịch sử               | Trần Việt                     |                  | [ 85 ]         |
| Bông sen vàng | Đường dây lên sông Đà               | Lê Mạnh Thích                 | Lê Mạnh Thích    | [ 85 ]         |
| Bông sen vàng | Đất tổ nghìn xưa                    | Lương Đức                     | Nguyễn Khắc Viện | [ 85 ] [ 104 ] |
| Bông sen vàng | Những chặng đường cách mạng vẻ vang | Lý Thái Bảo, Nguyễn Huy Thiệp | Nguyễn Huy Thiệp | [ 85 ] [ 106 ] |
| Bông sen vàng | Đường mòn trên biển Đông            | Phạm Huyên, Lê Thi            | Nguyên Ngọc      | [ 107 ]        |
| Bông sen bạc  | Nguyễn Trãi                         | Đặng Nhật Minh                |                  | 14 khác        |
| Bằng khen     | Hoài Bão người nuôi rắn             | Trần Mỹ Hà                    |                  | [ 109 ]        |

### Liên hoan phim Việt Nam lần thứ 7(1985)
| Hạng mục      | Giải thưởng   | Phim                             | Đạo diễn        | Biên kịch        | Chú thích       |
| ------------- | ------------- | -------------------------------- | --------------- | ---------------- | --------------- |
| Phim tài liệu | Bông sen vàng | Một phần 50 giây của cuộc đời    | Đào Trọng Khánh |                  | [ 85 ]          |
| Phim tài liệu | Bông sen vàng | Người công giáo huyện Thống Nhất | Trần Anh Trà    | Văn Lê           | [ 85 ]          |
| Phim tài liệu | Bông sen vàng | Tiếng nổ định hướng              | Văn Yên         | Văn Yên          | [ 85 ]          |
| Phim tài liệu | Bông sen vàng | Việt Nam – Hồ Chí Minh           | Đào Trọng Khánh | Đào Trọng Khánh  |                 |
| Phim tài liệu | Bông sen Bạc  | Hạt lúa vùng nước mặn            | Trần Mỹ Hà      |                  | [ 109 ]         |
| Phim tài liệu | Bông sen Bạc  | Có một con đường                 | Phạm Huyên      |                  | [ 110 ]         |
| Phim khoa học | Bông sen Bạc  | Sơn mài Việt Nam                 | Lương Đức       | Nguyễn Khắc Viện | [ 111 ] [ 112 ] |
|               | Bằng khen     | Hội pháo ở một làng quê          | Phạm Bình       |                  | [ 113 ]         |

### Liên hoan phim Việt Nam lần thứ 8(1988)
| Hạng mục      | Giải thưởng   | Phim                      | Đạo diễn      | Biên kịch                     | Chú thích       |
| ------------- | ------------- | ------------------------- | ------------- | ----------------------------- | --------------- |
| Phim tài liệu | Bông sen vàng | Hà Nội trong mắt ai       | Trần Văn Thủy | Đào Trọng Khánh, Lưu Xuân Thư | [ 85 ]          |
| Phim tài liệu | Bông sen bạc  | Bài học về một con người  | Thanh An      | Thanh An                      | [ 114 ]         |
| Phim tài liệu | Bông sen bạc  | Người chủ nhiệm xứ đạo    | Trần Quý Lục  |                               |                 |
| Phim tài liệu | Bông sen bạc  | Ngôi sao không tắt        | Trần Phi      | Lê Văn Trọng                  | [ 115 ] [ 116 ] |
| Phim tài liệu | Bông sen bạc  | Trên tầng cao cây xanh    | Lê Trác       | Nguyễn Trí Việt               | [ 117 ]         |
| Phim tài liệu | Bằng khen     | Giả và thật               | Lê Trác       | Lê Hoàng                      | [ 118 ]         |
| Phim tài liệu | Bằng khen     | Lợn Đại Lâm               | Văn Yên       |                               | [ 119 ] [ 120 ] |
| Phim tài liệu | Bằng khen     | Mầu xanh Trường Sa        | Trần Duy Hinh | Trần Duy Hinh                 | [ 121 ]         |
| Phim tài liệu | Bằng khen     | Nhịp sống mặt trận        |               | Đào Thắng                     | [ 122 ] [ 123 ] |
| Phim khoa học | Bông sen vàng | Cánh kiến đỏ              | Vũ Lệ Mỹ      | Lại Văn Sinh                  | [ 85 ] [ 124 ]  |
| Phim khoa học | Bông sen bạc  | Bệnh dịch hạch            | Phạm Cường    | Lại Văn Sinh                  | [ 125 ]         |
| Phim khoa học | Bông sen bạc  | Cá trôi Ấn                | Lương Đức     | Lại Văn Sinh                  | [ 90 ]          |
| Phim khoa học | Bằng khen     | Bí mật pho tượng chùa Đậu | Phạm Bình     |                               | [ 119 ]         |
| Phim khoa học | Bằng khen     | Làng tranh Đông Hồ        | Phạm Cường    | Trịnh Đình Khôi               | [ 119 ]         |

## Thập niên 1990

### Liên hoan phim Việt Nam lần thứ 9(1990)
| Hạng mục      | Giải thưởng   | Phim                                  | Đạo diễn                    | Biên kịch       | Chú thích       |
| ------------- | ------------- | ------------------------------------- | --------------------------- | --------------- | --------------- |
| Phim tài liệu | Bông sen vàng | Hồ Chí Minh – Hình ảnh của Người      | Đào Trọng Khánh             | Đào Trọng Khánh | [ 85 ]          |
| Phim tài liệu | Bông sen vàng | Hồ Chí Minh – Chân dung một con người | Bùi Đình Hạc, Lê Mạnh Thích | Bành Bảo        | [ 85 ]          |
| Phim tài liệu | Bông sen bạc  | Nước mắt nụ cười                      | Phạm Huyên                  |                 | [ 110 ]         |
| Phim tài liệu | Bằng khen     | Trường Sa không xa                    | Lê Thi                      |                 | [ 126 ] [ 127 ] |
| Phim khoa học | Bông sen bạc  | Tác chiến trên quê hương đồng nước    | Bùi Đắc Ngôn                | Bùi Đắc Ngôn    | [ 128 ] [ 129 ] |

### Liên hoan phim Việt Nam lần thứ 10(1993)
| Hạng mục      | Giải thưởng   | Phim                     | Đạo diễn    | Biên kịch                            | Chú thích      |
| ------------- | ------------- | ------------------------ | ----------- | ------------------------------------ | -------------- |
| Phim tài liệu | Bông sen vàng | Đi tìm đồng đội          | Trịnh Rãng  | Phan Kiều (Phan Văn Kiều), Trần Biên | [ 85 ] [ 130 ] |
| Phim tài liệu | Bông sen bạc  | Cái Bến                  | Văn Lê      |                                      | [ 131 ]        |
| Phim tài liệu | Bằng khen     | Thiện và Ác              | Văn Lê      | Văn Lê                               | [ 131 ]        |
| Phim khoa học | Bông sen bạc  | Ứng dụng la-de chữa bệnh | Quốc Anh    |                                      | [ 113 ]        |
| Phim khoa học | Bằng khen     | Hậu cần dã ngoại         | Phan Sĩ Lan | Trần Thanh Hiệp                      | [ 132 ]        |

### Liên hoan phim Việt Nam lần thứ 11(1996)
| Hạng mục      | Giải thưởng   | Phim                           | Đạo diễn           | Biên kịch                        | Chú thích      |
| ------------- | ------------- | ------------------------------ | ------------------ | -------------------------------- | -------------- |
| Phim tài liệu | Bông sen vàng | Đường mòn trên biển Đông       | Lê Thi, Phạm Huyên | Nguyên Ngọc                      | [ 85 ] [ 132 ] |
| Phim tài liệu | Bông sen vàng | Hồ Chí Minh với Trung Quốc     | Nguyễn Thanh An    | Nguyễn Thanh An, Đào Trọng Khánh | [ 85 ] [ 132 ] |
| Phim tài liệu | Bông sen bạc  | Thời gian vĩnh cửu             | Trần Mỹ Hà         |                                  | [ 109 ]        |
| Phim tài liệu | Bông sen bạc  | Chính quy ở đơn vị cơ sở       |                    |                                  |                |
| Phim tài liệu | Bông sen bạc  | Niềm vinh quang lặng lẽ        | Văn Lê             |                                  | [ 131 ]        |
| Phim tài liệu | Bằng khen     | Khoảnh khắc mùa xuân           |                    |                                  | [ 133 ]        |
| Phim khoa học | Bông sen vàng | Một số loài ong mật ở Việt Nam |                    |                                  | [ 85 ]         |
| Phim khoa học | Bông sen vàng | Lời cảnh báo của biển          |                    |                                  | [ 85 ]         |

### Liên hoan phim Việt Nam lần thứ 12(1999)
| Hạng mục                  | Giải thưởng        | Phim                  | Đạo diễn                                      | Biên kịch              | Chú thích      |
| ------------------------- | ------------------ | --------------------- | --------------------------------------------- | ---------------------- | -------------- |
| Phim tài liệu nhựa        | Bông sen vàng      | Trở lại Ngư Thủy      | Lê Mạnh Thích                                 | Lê Mạnh Thích; Lò Minh | [ 85 ] [ 134 ] |
| Phim tài liệu video       | Bông sen vàng      | Cánh chim không mỏi   | Nguyễn Hoàng                                  | Nguyễn Hoàng           | [ 134 ]        |
|                           | Bông sen bạc       | Tiếng vĩ cầm ở Mỹ Lai | Trần Văn Thủy                                 | Trần Văn Thủy          | [ 134 ]        |
| Mùa xuân toàn thắng       | Bông sen bạc       | Lê Thi                | Trần Thanh Hiệp (tập 1+2) Hồ Phương (tập 3+4) | [ 135 ] [ 132 ]        |                |
| Nơi chiến tranh đã đi qua | Bông sen bạc       | Vũ Lệ Mỹ              | Lương Đức                                     | [ 24 ]                 |                |
| Yến và người              | Bông sen bạc       | Văn Lê                | Văn Lê                                        | [ 136 ]                |                |
| Người viết Cảm tử quân    | Bông sen bạc       | Lê Việt Hương         |                                               | [ 137 ]                |                |
| Bằng khen                 | Nhà văn - chiến sĩ | Phạm Huyên            | Ngô Vĩnh Bình                                 | [ 138 ]                |                |
| Bằng khen                 | Con trâu           | Võ Đắc Danh           | Võ Đắc Dự                                     | [ 139 ] [ 140 ]        |                |

## Thập niên 2000

### Liên hoan phim Việt Nam lần thứ 13(2001)
| Giải thưởng   | Phim                      | Đạo diễn            | Biên kịch       | Chú thích        |
| ------------- | ------------------------- | ------------------- | --------------- | ---------------- |
| Bông sen Vàng | Chị Năm khùng             | Lại Văn Sinh        |                 | [ 141 ]          |
| Bông sen Vàng | Di chúc của những oan hồn | Văn Lê              | Châu Thổ        | [ 141 ]          |
| Bông sen Bạc  | Người anh cả của quân đội | Lê Thi, Lưu Văn Quỳ | Hữu Mai         | [ 141 ]          |
| Bông sen Bạc  | Cao nguyên đá             | Lê Mạnh Thích       | Ðào Thanh Tùng  | [ 141 ]          |
| Bông sen Bạc  | Cuộc không chiến lịch sử  | Nguyễn Kế Nghiệp    |                 | [ 141 ]          |
| Bằng khen     | Chốn quê                  | Nguyễn Sĩ Chung     | Nguyễn Sĩ Chung | cùng 6 phim khác |
| Bằng khen     | Khoảng khắc chiến tranh   |                     |                 | [ 133 ]          |

### Liên hoan phim Việt Nam lần thứ 14(2004)
| Hạng mục      | Giải thưởng   | Phim                        | Đạo diễn       | Biên kịch                      | Chú thích      |
| ------------- | ------------- | --------------------------- | -------------- | ------------------------------ | -------------- |
| Phim tài liệu | Bông sen Vàng | Thang đá ngược ngàn         | Lê Hồng Chương | Đỗ Doãn Hoàng, Lê Thị Thái Hòa | [ 85 ] [ 143 ] |
| Phim tài liệu | Bông sen Bạc  | Sự nhọc nhằn của cát        | Nguyễn Thước   | Phan Thanh Tú                  | [ 143 ]        |
| Phim tài liệu | Bông sen Bạc  | Nuôi tôm hùm lồng trên biển | Nguyễn Như Vũ  |                                | [ 143 ]        |
| Phim tài liệu | Bông sen Bạc  | Cột mốc vàng Điện Biên Phủ  | Đặng Xuân Hải  | Đặng Xuân Hải                  | [ 143 ]        |
| Phim tài liệu | Bông sen Bạc  | H'Non                       | Văn Lê         | Nhị Hoàng                      | [ 143 ]        |
| Phim tài liệu | Giải Kỹ thuật | Kèn đồng                    | Nguyễn Hướng   |                                | [ 144 ]        |
| Phim tài liệu | Bằng Khen     | Tổ quốc đón anh về          | Bùi Đắc Ngôn   | Bùi Đắc Ngôn                   | [ 128 ]        |

### Liên hoan phim Việt Nam lần thứ 15(2007)
| Hạng mục      | Giải thưởng   | Phim                                      | Đạo diễn         | Biên kịch          | Chú thích      |
| ------------- | ------------- | ----------------------------------------- | ---------------- | ------------------ | -------------- |
| Phim tài liệu | Bông sen Bạc  | Liệt sĩ thành đoàn: Họ hy sinh vì Tổ quốc | Văn Lê           | Lê Trương Anh Viễn | [ 85 ] [ 145 ] |
| Phim tài liệu | Bông sen Bạc  | Những nẻo đường công lý                   | Lại Văn Sinh     | Lại Văn Sinh       | [ 85 ] [ 145 ] |
| Phim tài liệu | Bông sen Bạc  | Còn lại với thời gian                     | Lê Hồng Chương   |                    | [ 85 ] [ 145 ] |
| Phim tài liệu | Bằng khen     | Không chỉ là thương hiệu                  | Nguyễn Thước     | Lê Thị Thái Hòa    | [ 146 ]        |
| Phim tài liệu | Bằng khen     | Lửa thiêng                                | Đào Trọng Khánh  |                    | [ 146 ]        |
| Phim tài liệu | Bằng khen     | Bài ca trên đỉnh Tà Lùng                  | Trần Phi         | Mạc Văn Chung      | [ 146 ]        |
| Phim tài liệu | Bằng khen     | Ký ức người con gái                       | Lưu Văn Quỳ      |                    | [ 146 ]        |
| Phim khoa học | Bông sen Vàng | Sự sống ở rừng Cúc Phương                 | Nguyễn Văn Hướng |                    | [ 85 ] [ 145 ] |
| Phim khoa học | Bông sen Bạc  | Tìm lại dấu vết một kinh thành            | Phạm Bình        |                    | [ 146 ]        |
| Phim khoa học | Bằng khen     | Mỹ Sơn, miền di sản                       | Nguyễn Văn Hướng |                    | [ 145 ]        |
| Phim khoa học | Bằng khen     | Hành trình gen                            | Nguyễn Như Vũ    |                    | [ 145 ]        |

### Liên hoan phim Việt Nam lần thứ 16(2009)
| Hạng mục            | Giải thưởng   | Phim                                            | Đạo diễn                   | Biên kịch                  | Chú thích |
| ------------------- | ------------- | ----------------------------------------------- | -------------------------- | -------------------------- | --------- |
| Phim tài liệu nhựa  | Bông sen Vàng | Đất lạnh                                        | Nguyễn Sỹ Chung            | Nguyễn Thước               | [ 147 ]   |
| Phim tài liệu nhựa  | Bông sen Bạc  | Những hy sinh thầm lặng                         | Phạm Thanh Hà / Phạm Huyên | Phạm Thanh Hà / Phạm Huyên | [ 148 ]   |
| Phim tài liệu nhựa  | Bằng khen     | Đám mây không dừng lại                          | Văn Lê                     | Đào Bá Sơn                 | [ 149 ]   |
| Phim tài liệu video | Bông sen Bạc  | Đất tổ quê cha                                  | Trần Cung, Tiến Sỹ         | Vương Khánh Luông          | [ 150 ]   |
| Phim tài liệu video | Bằng khen     | Tướng Đồng Sỹ Nguyên với Trường Sơn huyền thoại | Nguyễn Hải Anh             | Nguyễn Hải Anh             | [ 149 ]   |
| Phim khoa học       | Bông sen Vàng | Nước ngầm cảnh báo                              | Nguyễn Thu Tuyết           | Nguyễn Thị Việt Nga        | [ 150 ]   |
| Phim khoa học       | Bông sen Bạc  | Cá rạn sang hô                                  | Vũ Hoài Nam                | Vũ Hoài Nam                | [ 149 ]   |
| Phim khoa học       | Bằng khen     | Nghệ thuật ngụy trang quân sự                   | Nguyễn Điền                | Mai Trung Tuyến            | [ 148 ]   |
| Phim khoa học       | Bằng khen     | Rùa biển ở Việt Nam                             | Nguyễn Thu Tuyết           | Công Thành Đức             | [ 149 ]   |

## Thạp niên 2010

### Liên hoan phim Việt Nam lần thứ 17(2011)
| Hạng mục            | Giải thưởng   | Phim                                      | Đạo diễn                              | Biên kịch                 | Chú thích       |
| ------------------- | ------------- | ----------------------------------------- | ------------------------------------- | ------------------------- | --------------- |
| Phim khoa học       | Bông sen Vàng | Bướm - Côn trùng cánh vẩy                 | Trịnh Quang Tùng, Bùi Thị Phương Thảo | Nguyễn Thu Tuyết          | [ 151 ] [ 152 ] |
| Phim khoa học       | Bông Sen Bạc  | Rừng Cà Mau kể chuyện                     | Công Thành Đức                        | Nguyễn Thu Tuyết          | [ 151 ] [ 153 ] |
| Phim khoa học       | Bằng khen     | Gầm ghì trắng                             |                                       |                           | [ 151 ]         |
| Phim tài liệu video | Bông sen Vàng | Hồ Chí Minh - cội nguồn cảm hứng sáng tạo | Tô Hoàng                              | Tô Hoàng                  | [ 151 ]         |
| Phim tài liệu video | Bông Sen Bạc  | Chuyện Ông Hội đồng                       |                                       |                           | [ 151 ]         |
| Phim tài liệu video | Bông Sen Bạc  | Bạn thờ ơ với nó                          |                                       |                           | [ 151 ]         |
| Phim tài liệu video | Bằng khen     | Xe ôm                                     |                                       |                           | [ 151 ]         |
| Phim tài liệu video | Bằng khen     | Thả một bè lau                            |                                       |                           | [ 151 ]         |
| Phim tài liệu nhựa  | Bông sen Vàng | Hoàng Sa trong lòng Tổ quốc               | Lưu Quỳ                               | Hoàng Ngọc Mỹ             | [ 154 ] [ 151 ] |
| Phim tài liệu nhựa  | Bông Sen Bạc  | Người thắp lửa                            | Nguyễn Như Vũ                         | Hồ Trí Phổ; Nguyễn Như Vũ | [ 155 ] [ 151 ] |
| Phim tài liệu nhựa  | Bông Sen Bạc  | Sóng nhà giàn                             | Phạm Huyên                            |                           | [ 151 ]         |
| Phim tài liệu nhựa  | Bằng khen     | Gươm đàn Thăng Long                       |                                       |                           | [ 151 ]         |
| Phim tài liệu nhựa  | Bằng khen     | Từ Thác Bà đến Sơn La                     |                                       |                           | [ 151 ]         |

### Liên hoan phim Việt Nam lần thứ 18(2013)
| Hạng mục      | Giải thưởng   | Phim                                   | Đạo diễn                        | Biên kịch                     | Chú thích |
| ------------- | ------------- | -------------------------------------- | ------------------------------- | ----------------------------- | --------- |
| Phim khoa học | Bông sen Vàng | Bí mật từ những kho tượng Phật         | Nguyễn Hoàng Lâm                | Nguyễn Hoàng Lâm              | [ 156 ]   |
| Phim khoa học | Bông Sen Bạc  | Mùa chim làm tổ                        | Nguyễn Hồng Quảng               | Nguyễn Hồng Quảng             | [ 156 ]   |
| Phim khoa học | Bằng khen     | Bản đồ tư duy - Một hành trình kết nối | Nguyễn Thước                    |                               | [ 156 ]   |
| Phim khoa học | Bằng khen     | Điện gió                               |                                 |                               | [ 156 ]   |
| Phim tài liệu | Bông sen Vàng | Có một cơ hội bỏ lỡ                    | Nguyễn Mộng Long; Uông Thị Hạnh | Nguyễn Mộng Long              | [ 156 ]   |
| Phim tài liệu | Bông Sen Bạc  | Ký ức một thời                         | Nguyễn Văn Hướng                | Mạc Văn Chung                 | [ 156 ]   |
| Phim tài liệu | Bông Sen Bạc  | Chuyện dài ở bệnh viện                 | Trịnh Quang Tùng                |                               | [ 156 ]   |
| Phim tài liệu | Bằng khen     | Andre Menras - Một người Việt          | Đào Thanh Tùng                  | Đào Thanh Tùng                | [ 156 ]   |
| Phim tài liệu | Bằng khen     | Câu chuyện về ngôi nhà An Phúc         | Ivan Tankushev                  | Othello Khanh, Ivan Tankushev | [ 156 ]   |

### Liên hoan phim Việt Nam lần thứ 19(2015)
| Hạng mục      | Giải thưởng   | Phim                                       | Đạo diễn                          | Biên kịch             | Chú thích       |
| ------------- | ------------- | ------------------------------------------ | --------------------------------- | --------------------- | --------------- |
| Phim tài liệu | Bông sen Vàng | Đỉnh cao chiến thắng                       | Lê Phong Lan                      | Lê Phong Lan          | [ 157 ]         |
| Phim tài liệu | Bông Sen Bạc  | Cỏ xanh im lặng                            | Nguyễn Thước                      | Lê Thị Thiện Đoan     | [ 157 ]         |
| Phim tài liệu | Bông Sen Bạc  | Triết gia Trần Đức Thảo suy tư cùng thế kỷ | Đào Thanh Tùng                    | Đào Thanh Tùng        | [ 157 ]         |
| Phim tài liệu | Bằng khen     | Trường Sa - Việt Nam                       | Trần Tuấn Hiệp, Nguyễn Quang Tuấn |                       | [ 157 ]         |
| Phim tài liệu | Bằng khen     | Giọt nước giữa đại dương                   | Đào Trọng Khánh                   | Đào Trọng Khánh       | [ 157 ]         |
| Phim tài liệu | Bằng khen     | 30/4 – Ngày thống nhất                     | Lê Thi                            | Phạm Minh Lợi, Lê Thi | [ 127 ] [ 157 ] |
| Phim khoa học | Bông Sen Vàng | Bản hòa tấu Sơn Đoòng                      | Nguyễn Hoàng Lâm                  | Nguyễn Hoàng Lâm      | [ 157 ]         |
| Phim khoa học | Bông Sen Bạc  | Chúa sơn lâm sau song sắt                  |                                   |                       | [ 157 ]         |
| Phim khoa học | Bông Sen Bạc  | Sinh ra trong mùa nổi                      | Vũ Hoài Nam                       |                       | [ 157 ]         |
| Phim khoa học | Bằng khen     | Ứng dụng công nghệ ECMO tại Việt Nam       | Dương Ngọc Hòa, Trịnh Quang Tùng  |                       | [ 157 ]         |
| Phim khoa học | Bằng khen     | Hậu cần trong tác chiến vùng đồng nước     | Phạm Huyên                        |                       | [ 157 ]         |

### Liên hoan phim Việt Nam lần thứ 20(2017)
| Hạng mục      | Giải thưởng   | Phim                                        | Đạo diễn                            | Biên kịch         | Chú thích |
| ------------- | ------------- | ------------------------------------------- | ----------------------------------- | ----------------- | --------- |
| Phim tài liệu | Bông Sen Vàng | Sống và kể lại                              | Nguyễn Hoàng Lâm                    | Nguyễn Hoàng Lâm  | [ 159 ]   |
| Phim tài liệu | Bông Sen Bạc  | Việt Nam thời bao cấp                       | Trần Tuấn Hiệp                      |                   | [ 159 ]   |
| Phim tài liệu | Bông Sen Bạc  | Ngày về                                     | Phạm Thanh Hùng                     | Nguyễn Đức Thực   | [ 159 ]   |
| Phim tài liệu | Bằng khen     | Bảy "Cồ" - Đồng Tháp                        | Phạm Hồng Thắng                     | Bạch Hoàng Đạt    | [ 160 ]   |
| Phim tài liệu | Bằng khen     | Kể tiếp chuyện hôm qua                      | Nguyễn Thị Thanh Hương              |                   | [ 161 ]   |
| Phim khoa học | Bông Sen Vàng | Một giải pháp chống xói lở bờ biển          | Phùng Ngọc Tú (Phùng Tú)            |                   | [ 159 ]   |
| Phim khoa học | Bông Sen Bạc  | Nuôi cấy tinh tử trong điều trị vô tinh nam | Phạm Hồng Thắng                     | Lê Danh Trường    | [ 159 ]   |
| Phim khoa học | Bằng khen     | Thuyền biển Việt Nam                        | Lê Thị Thanh Bình, Trịnh Quang Bách | Lê Thị Thanh Bình | [ 159 ]   |

### Liên hoan phim Việt Nam lần thứ 21(2019)
| Hạng mục      | Giải thưởng            | Phim                             | Đạo diễn                             | Biên kịch              | Chú thích              |
| ------------- | ---------------------- | -------------------------------- | ------------------------------------ | ---------------------- | ---------------------- |
| Phim tài liệu | Bông sen Vàng          | Chông chênh                      | Tạ Quỳnh Tư                          |                        | [ 162 ] [ 163 ]        |
| Phim tài liệu | Bông Sen Bạc           | Chư Tan Kra                      | Vũ Minh Phương                       | Nguyễn Đức Thực        | [ 162 ]                |
| Phim tài liệu | Bông Sen Bạc           | Joris Ivens và Ngọn gió Việt Nam | Nguyễn Hoàng Lâm                     |                        | [ 162 ]                |
| Phim tài liệu | Bằng khen              | Trại Davis                       | Lưu Văn Quỳ                          | Lưu Nam Thắng          | [ 162 ]                |
| Phim tài liệu | Bằng khen              | Ở nơi cửa ngõ Hoàng Sa           | Trần Tuấn Hiệp                       | Quàng Thu Hà           | [ 162 ]                |
| Phim tài liệu | Bằng khen              | Điểm tựa bình yên                | Trương Thanh Phong                   |                        | [ 162 ]                |
| Phim khoa học | Không có Bông sen Vàng | Không có Bông sen Vàng           | Không có Bông sen Vàng               | Không có Bông sen Vàng | Không có Bông sen Vàng |
| Phim khoa học | Bông Sen Bạc           | Cuộc chiến chống đại dịch SARS   | Lưu Ngọc Ánh                         |                        | [ 162 ] [ 163 ]        |
| Phim khoa học | Bông Sen Bạc           | Ô nhiễm nhựa ở biển              | Nguyễn Tài Văn                       | Nguyễn Tài Văn         | [ 162 ] [ 163 ]        |
| Phim khoa học | Bằng khen              | Trầm cảm sau sinh                | Đỗ Thị Huyền Trang, Trịnh Quang Tùng | Nguyễn Sỹ Hảo          | [ 162 ]                |
| Phim khoa học | Bằng khen              | Ghép tạng                        | Nguyễn Hồng Việt                     | Nguyễn Lê Văn          | [ 162 ]                |

## Thập niên 2020

### Liên hoan phim Việt Nam lần thứ 22(2021)
| Hạng mục      | Giải thưởng   | Phim                       | Đạo diễn           | Biên kịch          | Chú thích |
| ------------- | ------------- | -------------------------- | ------------------ | ------------------ | --------- |
| Phim tài liệu | Bông Sen Vàng | Ranh giới                  | Tạ Quỳnh Tư        | Tạ Quỳnh Tư        | [ 164 ]   |
| Phim tài liệu | Bông Sen Bạc  | Phim đỏ                    | Nguyễn Quang Quyết | Nguyễn Huy Hùng    | [ 164 ]   |
| Phim tài liệu | Bông Sen Bạc  | Ánh sáng của con           | Đỗ Thị Huyền Trang | Đỗ Thị Huyền Trang | [ 164 ]   |
| Phim tài liệu | Bằng khen     | Mầm xanh đất lửa           | Nguyễn Diệu Hoa    | Bạch Hoàng Đạt     | [ 164 ]   |
| Phim tài liệu | Bằng khen     | Nữ du kích Sông Hương      | Đào Duy Từ         | Nguyễn Sĩ Hảo      | [ 164 ]   |
| Phim khoa học | Bông Sen Vàng | Điểm mù giao thông         | Triệu Văn Đô       | Triệu Văn Đô       | [ 164 ]   |
| Phim khoa học | Bông Sen Bạc  | Lũ miền núi                | Trịnh Quang Tùng   | Nguyễn Ánh Ngọc    | [ 164 ]   |
| Phim khoa học | Bằng khen     | Ca trù vọng tiếng ngàn năm | Việt Hương         | Việt Hương         | [ 164 ]   |

### Liên hoan phim Việt Nam lần thứ 23(2023)
| Hạng mục      | Giải thưởng   | Phim                                                | Đạo diễn                      | Biên kịch                             | Chú thích |
| ------------- | ------------- | --------------------------------------------------- | ----------------------------- | ------------------------------------- | --------- |
| Phim tài liệu | Bông sen Vàng | Những đứa trẻ trong sương                           | Hà Lệ Diễm                    | Hà Lệ Diễm                            | [ 165 ]   |
| Phim tài liệu | Bông Sen Bạc  | Trời Hà Nội mãi xanh - Tập 2: Bầu trời của hòa bình | Bùi Thanh Hải                 | Hà Đình Cẩn                           | [ 165 ]   |
| Phim tài liệu | Bông Sen Bạc  | Hai bàn tay                                         | Đặng Linh (Đặng Thị Linh)     | Đặng Linh                             | [ 165 ]   |
| Phim tài liệu | Bằng khen     | Đường đến hoà bình                                  | Đoàn Hồng Lê                  | Đoàn Hồng Lê                          | [ 165 ]   |
| Phim tài liệu | Bằng khen     | Người ơi, đừng khóc cuối đường                      | Đức Đệ                        | Đức Đệ                                | [ 165 ]   |
| Phim khoa học | Bông sen Vàng | Nghiên cứu về ứng dụng công nghệ trong chữa cháy    | Hà Xuân Trường                | Nguyễn Đức Thực                       | [ 165 ]   |
| Phim khoa học | Bông Sen Bạc  | Rác chìm                                            | Vũ Hoài Nam                   |                                       | [ 165 ]   |
| Phim khoa học | Bằng khen     | Đất ô nhiễm                                         | Nguyễn Thu                    | Trúc Giang                            | [ 165 ]   |
| Phim khoa học | Bằng khen     | Giải mã dấu vết vụ cháy                             | Nam Chung, Hà Hương, Lê Nhung | Nam Chung, Hà Hương, Lê Nhung, Ái Vân | [ 165 ]   |